# Zentralindischer Rücken

Zentralindischer Rücken (schwarze Linie mittig)

Der Zentralindische Rücken ist ein ungefähr in der Mitte des Indischen Ozeans von Nord nach Süd verlaufender Mittelozeanischer Rücken. Er verläuft etwa von 25,5° S und 70° O⊙ nach Norden bis zu 2° S und 66° O⊙, wo er nach Nordwesten auf die Arabische Halbinsel zu abbiegt. Dieses nordwestliche Teilstück wird Carlsbergrücken (auch Nordwestindischer Rücken oder Arabisch-Indischer Rücken) genannt; es endet etwa bei 10° N und 56° O⊙.
Während das südliche Teilstück die sich auseinanderbewegende Grenze zwischen der Afrikanischen Platte und der Australischen Platte darstellt, ist das nördliche Teilstück die Nahtstelle zwischen der Afrikanischen Platte und der Indischen Platte.
Der Zentralindische Rücken geht im Süden in den Südwestindischen Rücken (auch Westlicher Indischer Rücken) und den Südostindischen Rücken über. Nach Norden hin schließt sich der Maledivenrücken an.